# Miskolci Kötelkönyv
A miskolci Kötelkönyv (a címlapján Kötel Könyv) egy történeti-gazdasági jellegű összeírás 1702-ből, az első teljes jegyzék a város valamennyi ingatlanáról. Egyrészt összefoglalja a város első megváltása kapcsán a történeti hátteret, másrészt tartalmazza a miskolci telkek, szőlők, pincék és ezek tulajdonosainak listáját.

## Leírás
A Kötelkönyv elkészítésére Miskolc város megváltási szándéka adta az ösztönzést. Miskolc történetében fontos momentum volt, amikor I. Lajos király 1365-ben a Szécsyekkel lebonyolított csere kapcsán hozzájutott Miskolc városához, és ettől kezdve a település egészen 1848-ig, a jobbágyság eltörléséig mint jobbágyközség, illetve mezőváros a diósgyőri királyi koronauradalom tartozéka lett. E függőség, a jobbágyi szolgáltatások és a robot alóli szabadulás érdekében, hosszas tárgyalások után, 15 000 forint megajánlásával sikerült a mentesülés kiharcolása (néhány évtizedre). A megváltási összeg előteremtését és a lakosok arányos teherviselését a városi tanács a lehető legigazságosabban kívánta megvalósítani, ezért volt szükség az ingatlanok pontos és részletes összeírására. A hatalmas munkát Vetéssy Sámuel, a város jegyzője végezte el (hosszú hónapok munkájával és nyilván nem egyedül, de ő jegyezte le a saját keze írásával). A Kötelkönyv címlapján az 1702-es dátum szerepel, és Marjalaki és Dobrossy is ezt a dátumot tartja a kiadási évének. Tóth Péter azonban feltételezi, hogy az írás két ütemben keletkezhetett. Erre utal szerinte az, hogy a második rész nagyobb betűkkel és más színű tintával íródott, bár kétségkívül ugyanattól a kéztől. Ezek szerint az eseményeket nagyjából azokkal egy időben írhatta le Vetéssy jegyző (ezt tartalmazza az anyag első része), az összeírásokat (a második részt) pedig később – valószínűleg már szenátorként – másolta be a kötetbe.

## A kötel kifejezés eredete
I. Lajos 1351-ben adta ki telektörvényét, ami szerint minden jobbágy számára biztosítani kell egy jobbágytelket a településen, és ahhoz szántóföldet és rétet a határban. Miskolcon a Szinva és a Pece közötti területet mérték ki belső teleknek, a terület közepén volt a piactér, azaz a Piac utca. A telekhez a határban mintegy 30 katasztrális hold nagyságú szántó és rét tartozott. Ekkora terület megművelésére azonban kevés jobbágynak volt meg a lehetősége, egyszerűen nem volt (annyi) igavonó állata. Emiatt már a telkek kimérésekor több család foglalt el egyetlen udvartelket, és így született meg a kötel kifejezés, ami szoros és állandósult köteléket, azaz egy házhelycsoportba tartozást jelentett. Ezt a köteléket erősítette az a tény is, hogy a telekhez tartozó határban is egy tagban mérték ki a szántóföld- és rétterület. A miskolci kötelnek – Marjalaki Kiss Lajos szerint – nincs köze a kötélhez, vagy a hosszúságméréshez, mint azt feltételezhetnénk. Mindazonáltal az eredeti kéziratban is előfordul a kötél kifejezés. Gyulai Éva szerint azonban „a kötél eredetileg földmérő eszközt, nyíl értelemben pedig a beltelek utáni határrészre vonatkozó jogosultságot fejez ki, innen pedig földmérték is, amely a középkorban 1 királyi holddal egyenlő”. 

## A miskolci kötelekről

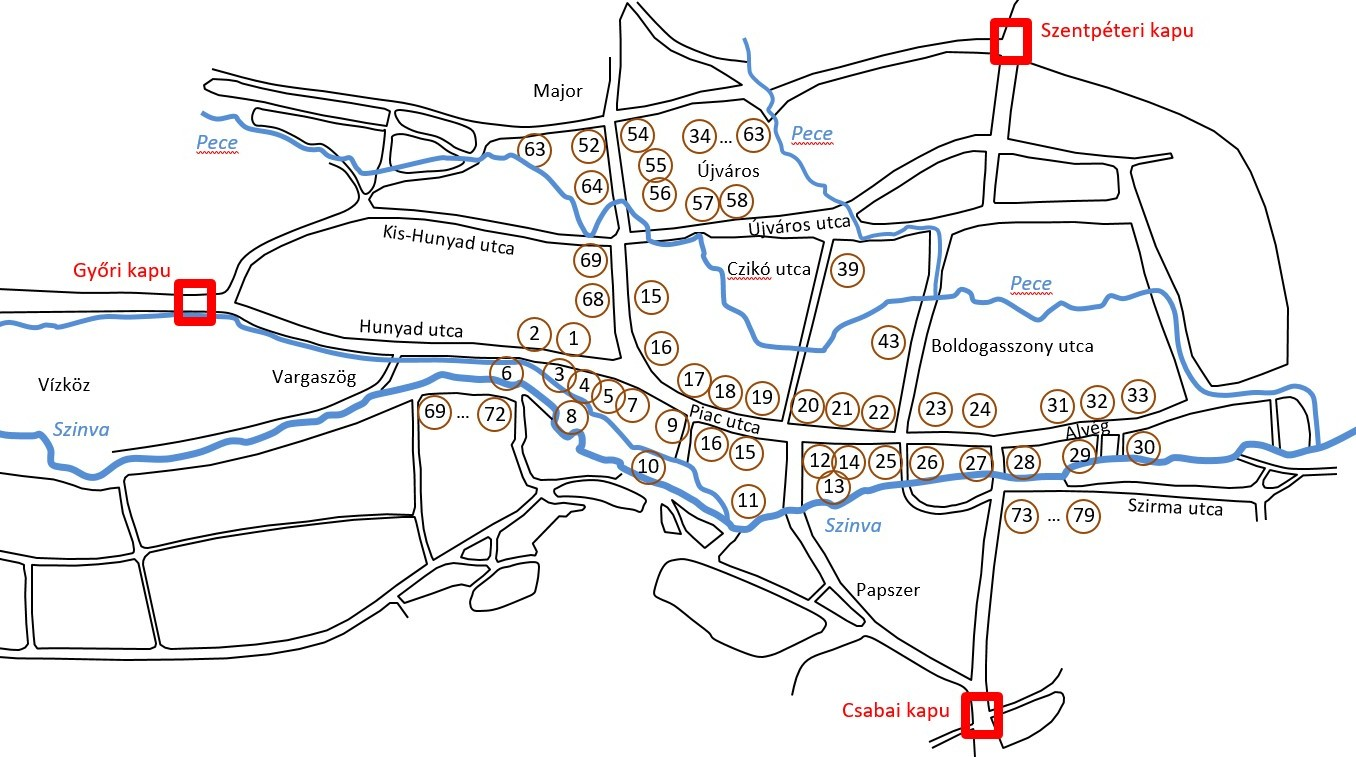
A kötelek elhelyezkedése Marjalaki Kiss szerint

A miskolci „lakótömbök”, azaz kötelek első menetben a 14. század közepén alakultak ki, a mezővárosi fejlődés azonban egy évszázad múltán bővítéseket kívánt meg. Az újabb jobbágytelkeket a Pece északi oldalán osztották ki Mátyás idején, 1470 körül, itt jött létre az Újváros. Ezek a telkek és külső területek lényegében azonos méretűek voltak a korábbiakkal. A jobbágytelkek (a jobbágyokat ekkoriban már inkább gazdáknak nevezték, természetesen a jobbágyi kötelezettségek megtartásával) nem voltak eladhatók, hanem fiúágon öröklődtek. Kihalás esetén új gazda kerülhetett a helyére, a földesúr (Diósgyőr) hozzájárulásával. Néha az új polgár azonnal meg is váltotta magát a jobbágyi szolgáltatásoktól, de nem a városi kötelezettségektől, a megváltási részesedéstől. A telkeket Miskolcon fundusnak is nevezték.
Miskolcon 1702-ben 79 kötel volt, de ez természetesen nem azt jelentette, hogy Miskolcon 79 jobbágycsalád élt volna (a 17. század végén 800–900 család élt a városban, ezt korabeli adólisták igazolják). A kötelek nagy része ugyanis osztódott, egész kötel elvétve fordult elő, fél kötel is kevés volt, nagy részük négyes osztódású volt, a négyesnél kisebb kötel nem volt. A kötelek azonban nem fedték le teljesen a lakott területeket, már a 14. századbeli osztáskor is maradtak kis udvarkák, amit szegény, iga nélküli családok kaptak annak fejében, hogy az egyház vagy város számára ingyenmunkát (robotot) kellett végezni (Papszer, Peceszer), de olyanok is voltak, amelyeket valamelyik kötelben lakó házhely birtokosától kaptak, szintén ingyenmunka fejében.
A miskolci kötelek azonosítását a mai telkekkel Marjalaki Kiss Lajos végezte el, amihez igénybe vette a korabeli feljegyzéseket, jegyzőkönyveket, peres iratokat is. Eszerint az 1–33. számú kötelek mind a város fő útvonalán helyezkedtek el, a 34–68. számúak az Újvárosban, a 69–73. közöttiek a Meggyesalján, a 74–79. számúak pedig a Szirma utcán, a Forgó-híd déli oldalán, azaz az 1960-as években még létező Gordon (ma nagyjából Vörösmarty lakótelep) városrészben voltak. Néhány telek pontosan megfelel valamelyik a mai telkeknek, de ez nem általános. Például a Kossuth utca 2. számú telek, amin ma a Pannónia szálló (egykor a tapolcai apátság kúriája) áll, a 19. kötelnek felel meg.

## Példák a bejegyzésekből
Érdekességként néhány kötelre vonatkozó bejegyzés, a korabeli jelmagyarázattal:
Az fundusok conscriptiójának irásiban observálni kell ezeket: 1. Az melly fundusnak elötte (id est) az leg elsö columnában E. betü vagyon, azt teszi, hogy exemptus fundus. Az hol penig T. betü vagyon, azt teszi, hogy taxás fundus. 2. Az leg-utólsó columnában vagynak az fundusoknak arithmeticus numerussal irott számai. 
| E.                    | Szepessi István uram................................................................................................................................      | Szepessi István uram................................................................................................................................      | Szepessi István uram................................................................................................................................      | 2            |
| E.                    | Bánhalmi István.........................................................................................................................................  | Bánhalmi István.........................................................................................................................................  | Bánhalmi István.........................................................................................................................................  | 1            |
| T.                    | Öreg Borbély János..................................................................................................................................      | Öreg Borbély János..................................................................................................................................      | Öreg Borbély János..................................................................................................................................      | 1            |
|                       | Pertinentiák. | Szántó földek: | az alsó nyomáson.....................................................................................                                                     | 6 (kettősök) |
|                       | | | a felsőn......................................................................................................                                            | 6            |
|                       | | Ortvány földek: | 1. Sáfránj kert. 2. Az Pece mellett. 3. Forrai uram földe mellett. 4. Az                                                                                  |              |
|                       | | | Fermezén. 5. Az Szinyva mellett. 6. Az pipis domb alatt.                                                                                                  |              |
|                       | | Rét: az köves tó háton hat-hat rendes egj egj ház helj után.                                                                                              | |              |
|                       | | | |              |
| Tizenkilencedik kötel | | | |              |
| E.                    | Seraffy háznak fele részi............................................................................................................................     | Seraffy háznak fele részi............................................................................................................................     | Seraffy háznak fele részi............................................................................................................................     | 1            |
| •                     | Az Czikó ucza............................................................................................................................................ | Az Czikó ucza............................................................................................................................................ | Az Czikó ucza............................................................................................................................................ | 1            |
| •                     | Tapolczai Apáturaság fundussa.................................................................................................................            | Tapolczai Apáturaság fundussa.................................................................................................................            | Tapolczai Apáturaság fundussa.................................................................................................................            | 1            |
| •                     | Danka Balás uram, Szent Péteri uram benne az örökös...........................................................................                            | Danka Balás uram, Szent Péteri uram benne az örökös...........................................................................                            | Danka Balás uram, Szent Péteri uram benne az örökös...........................................................................                            | 1            |
|                       | Pertinentiák. | Szántó földek: | az alsó nyomáson |              |
|                       | | | Az Felső nyomáson |              |
|                       | | | Győr felé nyomáson |              |
|                       | | Rét: Az kád-szögtől az kis ásvány felé megjen ki. | |              |
|                       | | | |              |
| Harmincharmadik kötel | | | |              |
| E.                    | Dőri András uram kerti...............................................................................................................................     | Dőri András uram kerti...............................................................................................................................     | Dőri András uram kerti...............................................................................................................................     | 2            |
| T.                    | Tót János háza helye, Csernel rész...........................................................................................................             | Tót János háza helye, Csernel rész...........................................................................................................             | Tót János háza helye, Csernel rész...........................................................................................................             | 1            |
| T.                    | Talpas ház helye féle..................................................................................................................................   | Talpas ház helye féle..................................................................................................................................   | Talpas ház helye féle..................................................................................................................................   | 1            |
| E.                    | Debreczeni Istváné....................................................................................................................................    | Debreczeni Istváné....................................................................................................................................    | Debreczeni Istváné....................................................................................................................................    | 1            |
|                       | Pertimentiárul, mint hogy semmi emlékezet nincsen in fragmentis, ide sem irtam semmit is.                                                                 | | |              |
|                       | NB. Kovács Sámuel avagy Kecskeméti István uraimék csüri nem találtatik kötelben lenni.                                                                    | | |              |